# Springbalsamin
Springbalsamin (Impatiens noli-tangere), ofte skrevet spring-balsamin, er en enårig, 30-70 cm høj plante i balsamin-familien. Den har rundtakkede blade og blomster, der er gule med rødbrune prikker og 30-35 mm lange. Springbalsamin er udbredt i Europa og Nordasien.
I Danmark findes springbalsamin hist og her på fugtig muldbund i løvskove. Den blomstrer juni til august.